# 林海峰 (香港)
林海峰（1967年1月28日—），男，香港出生，商業電台叱咤903節目主持、是但噏演員(Stand-up comedian)、歌手兼填詞人、唱片封套演唱會海報美術指導、舞台劇演員和業餘馬拉松愛好者，以九十年代香港娛樂圈流行組合軟硬天師成員身份最廣為人知。

## 早年生活
父母、一姊一妹一弟，姊姊為著名唱片公司經理人及前歌手林珊珊，弟弟為藝人林曉峰，妹妹為林嫣嫣，著名電影演員狄龍（原名譚富榮）是他的舅父，表弟譚俊彥，外甥女李澄、李怡。
林海峰童年時與家人居於尖沙咀天文台道及月華街觀塘大廈，曾就讀九龍塘聖德肋撒幼稚園及小學，其後搬到大坑道勵德邨，小學三年級轉讀港島灣仔聖若瑟小學並於聖若瑟書院畢業，鄰居稱呼他「林仔」。1983年曾投考菱電⻘年軍足球員。
1985年於油麻地明愛白英奇日校認識夏永康及葛民輝，畢業後加入BBDO廣告公司從事正稿員一職，同時任職Esprit兼職售貨員及於紅磡理工夜校修讀廣告平面設計。
1988年經姊姊林珊珊介紹加入商業電台公關部負責電台宣傳平面設計工作，後來在俞琤提攜下夥拍葛⺠輝組成組合《軟硬天師》開始廣播生涯，由客串主持《飛越癲狂院》及《珊珊收音機》，到二人正式主持電台節目《軟硬癲台》，及後逢星期六晚《老人苑時間》，其中《軟硬天師講鬼古》、《地下天師流行榜》及《整蠱電話》環節膾炙人口瘋魔萬千年青聽眾。1989年軟硬首個表演於大專會堂舉行9場《軟硬天師軟硬Show》。
除與葛民輝外，林海峰亦聯同黃志淙、郭啟華、區新明及陳家樂主持《後浪五前速》，以個人唱片騎師形式主持午間《廣播道海峰花園》及晚間音樂節目《真人表演》，到後期聯同葛民輝主持晨早清談節目《軟硬今朝》。
1989年軟硬首次灌錄單曲，收錄於《叱咤新一代》大碟，由黎彼得先生填詞《食嘢一族》。1991年推出軟硬首張組合大碟《車欠石更》，二人開始親自塡詞《川保久齡大戰山本耀司》成為出道代表作。
1993年推出第二張大碟《廣播道軟硬殺人事件》，二人經友人介紹認識尖沙咀滑板店BFD主理人Tabo，在Tabo San贊助下軟硬以Over Size滑板服形象示人，全碟以說唱形式演繹，其中老人苑時間節目主題曲《GALA GALA HAPPY》及《廣播道FANS殺人事件》堪稱九十年代廣播潮流界經典之一。同年二人為TVB主持電視節目《軟硬製造》每集邀請城中巨星參予遊戲演出。
1989年開始為歌手組合設計唱片封面包裝，首次設計為邊界樂隊《地下旅程》，多年設計作品部份包括有：1991年軟硬天師《車欠石更》、1993年軟硬天師《廣播道軟硬殺人事件》、1994年王菲《胡思亂想》、1996年莫文蔚《全身莫文蔚》，1998年古巨基《be my valentine》、2000年陳奕迅《打得火熱》、2002年李克勤《李克勤大派對》、2014年陳奕迅《rice & shine》及2017年《春嬌救志明》電影原聲大碟等等。
1995年創作廣播劇903「可口可樂原創n次方」之《天空小說》。1998年為宣傳《903狂熱》撰寫台慶廣播劇《長崎革命》。2001年與小克攜手創作多個903廣播劇《鴿子園》、2002年《日與夜》和《巴治奧》，及2003年《仙樂都》。
1995年創作廣播劇《天空小說》後將聲音化為影像，並首次以個人身份執導與彭浩翔撰寫短片《天空小說》在利舞臺上映後參加多個海外影展。
1996年暫別電台作個人發展，與吳君如、甘國亮、葛民輝合導合演電影《四面夏娃》及再次執導短片《廢話小說》。
1997年開始以唱作人身份推出首張個人大碟《的士夠格》，並在香港和日本同時發行。2003年邀請台灣組合糯米糰負責《我撐你》全碟作曲監製。歷年包辦個人唱片包裝設計及填詞部份，其中流行歌曲包括有《的士夠格》(97年)、《男子組》及《流行曲》(05年)、《齊齊整整》(08年)、《經典》(09年)、《安多芬與我》(11年)、 《廣東歌》及《今天我》(16年)及《努力奮鬥加油》(19年)等。
1998年經日本朋友Mayumi Miwa 穿針引線下結識Nigo。同年與黃耀明舉行《拉闊音樂會》時穿上旗下A Bathing Ape猿人迷彩服在台上表演。1999年，到日本與音樂人小山田圭吾為日本雜誌「Smart」拍攝宣傳Bape。同年為Bape香港首間海外專門店「Busy Work Shop」拍攝相集及T-shirt。2001年為日本雜誌「Asayan」拍攝封面宣傳Bape。
1998年8月與歌手彭羚結婚，分別於2000年誕下長女及2004年誕下次女。
1999年與朱祖兒和Wing Shya於銅鑼灣白沙道開設時裝店Warp::Woof，創立個人街服品牌Prototype 。而其中為個人單曲《好狗》與Michael Lau合作創造「林狗Lamdog」塘膠玩具，成為潮流界收藏品。同年在電台主持晨早音樂節目《好世界》，及後與卓韻芝主持晨早清談節目《男上女下》。
2000年參與商業電台和盈科數碼動力合併計劃，負責創作一職，監製盈科天馬動力出版之「Pop Parade」、「SKY-H」，及電影《戀愛起義》。
2004年為有缐電視創作及首次主持個人電視節目《有個娛樂乜人台》，以另類搞笑新聞報導形式玩轉娛樂新聞。同年10月開始於叱咤903主持晨早清談節目《在晴朗的一天出發》，節目首播時主持拍擋分別有吳君如、杜汶澤和盧覓雪。
2005年，推出第六張個人大碟《三字頭》，同時創立個人街服品牌「30METHING」，往後與不同廣告客戶以「30METHING」名義合作推出聯乘產品。林亦該年全力開始投入創作及演出個人STANDUP COMEDY「是但噏」，由灣仔伊利沙伯體育館走進紅磡香港體育館，至今共七個「是但噏系列」包括：《是但噏發花癲2005》灣仔伊利沙伯體育館共7場、《是但噏踎低噴飯2006》灣仔會議展覽中心共6場、《是但噏求其大合唱2008》紅磡香港體育館共9場、《是但噏我願意2009》紅磡香港體育館共7場、《是但噏我好驚2011》紅磡香港體育館共6場、《是但噏廣東話2016》紅磡香港體育館共6場，以及《是但噏Happy Monday 2019》紅磡香港體育館共7場。
2006年與葛民輝分開發展十年後復合，於紅磡香港體育館舉行10場《Long Time No See 軟硬天師演唱會》星級嘉賓陣容一時無兩。是次特別在銅鑼灣世貿中心十樓開設期間限定店售賣一系列軟硬紀念品，掀起全城關注，引來人龍搶購，場面墟冚。
2009年策劃「Are you kidding？？？」特別企劃，舉行展覽及推出美勞紀念冊+DVD，收益扣除所需成本及必要開支，撥捐「天比高創作伙伴」作發展用途。
2012年，軟硬聯同草蜢於紅磡香港體育館舉行12場《草蜢森巴大戰軟硬FANS演唱會》，是次邀請麥婉欣導演拍攝演唱會紀錄片《大戰THE GREAT WAR》。
2014年更首次踏足舞台劇界，聯同葛民輝參演日本劇作家三谷幸喜作品，陳文剛導演《笑の大學》灣仔藝術中心共18場；2017年與黃秋生、韋羅莎合演美國劇作家David Mamet作品、甄詠蓓導演《搞大電影》灣仔演藝學院共15場；2019年與潘燦良、楊詩敏、禤思敏合演莊梅岩編劇，方俊杰導演《短暫的婚姻》紅磡理工大學賽馬會共18場。2022年與黃德斌、楊詩敏、禤思敏合演莊梅岩編劇，潘燦良導演《短暫的婚姻2022》灣仔演藝學院共19場。
2018年參加「第四回東京崎玉縣國際馬拉松」以3小時13分44秒創下全馬個人最佳時間。
林海峰由出道至今一直涉足不同創作領域，除電台主持、是但噏表演、唱作歌手、為其他歌手組合單位設計唱片封面包裝及演唱會海報美術設計、舞台劇演出外，並一直為電台統籌及創作多個大型活動項目如每年《叱咤樂壇流行榜頒獎典禮》，其他工作包括廣告配音、卡通片聲演、電影幕前演出，並為多個廣告客戶擔任代言人、設計商標及產品等。
2025年，林海峰繼續逢星期一至五於叱咤903 嬉笑怒罵、與時並嘴《在晴朗的一天出發》。
2022年10月2日，林海峰以3小時18分08秒完成倫敦馬拉松賽事。

## 演出作品

### 電台節目
1988年
- 《珊珊收音機》、《飛越癲狂院》、《黎明出發》、《軟硬癲台》

1989年
- 《軟硬癲台》

1990-1991年
- 《後浪五前速》

1992年
- 《老人院時間》、《妖獸都市周末版》

1993年
- 《老人院時間》、《廣播道海峰花園》

1994年
- 《老人院時間》、《廣播道海峰花園》、《軟硬今朝》、 《軟硬幼稚園》

1995年
- 《真人表演》、《軟硬半晝》

1999-2002年
- 《好世界》

2002-2004年
- 《男上女下》

2004年至今
- 《在晴朗的一天出發》

### 舞台劇
- 2014年：《笑の大學》日本劇作家三谷幸喜作品，陳文剛導演，與葛民輝合演。藝術中心共18場
- 2017年：《搞大電影》Speed-the-Plow 美國劇作家David Mamet作品，甄詠蓓導演，與黃秋生、 韋羅莎合演。演藝學院共15場
- 2019年：《短暫的婚姻》莊梅岩作品，方俊杰導演，與潘燦良、楊詩敏、禤思敏合演。理工大學賽馬會共18場
- 2022年：《短暫的婚姻》莊梅岩作品，潘燦良導演，與黃德斌、楊詩敏、禤思敏、莫宇勳、吳卓霖合演。演藝學院共19場
- 2023年：《愛我別走》莊梅岩作品，陳龧𣌀導演，與黃子華合演。戲曲中心共49場

### 廣播劇
- 1994年：《戀愛後1/2》客串
- 1995年：《天空小說》編劇及主角(所有角色名字均選用商台DJ前輩名字)、《獨臂少年》飾 允聰、《我是個100%的橙》客串
- 1998年：《長崎革命》編劇
- 2001年：《鴿子園》與小克編劇
- 2002年：《日與夜》與小克編劇、《巴治奧》與小克編劇
- 2003年：《仙樂都》與小克編劇
- 2005年：《七劍》客串、《八王子》客串、《芝see菇bi family 三十六計》客串
- 2006年：《黃金少年》客串
- 2007年：《東京鐵塔：我的母親父親》主演
- 2008年：《Last order cafe》客串
- 2024年：《微涼之夏》飾 宣子晴

### 電影
- 1989年：《小心間諜》主演
- 1990年：《漫畫奇俠》主演、《小男人週記II 錯在新宿》客串
- 1991年：《豪門夜宴》客串
- 1992年：《夢醒時分》客串、《城市獵人》主演
- 1993年：《新同居時代》主演
- 1994年：《仙人掌》主演
- 1995年：《天空小說》主演、《整蠱王》主演、《富貴人間》客串
- 1996年：《廢話小說》主演、《四面夏娃》主演
- 1997年：《誤人子弟》主演、《求戀期》客串、《黑玫瑰義結金蘭》主演、《飛一般愛情小說》主演
- 2002年：《嫁個有錢人》客串
- 2004年：《三岔口》客串、《阿孖有難》客串
- 2014年：《六福喜事》客串
- 2015年：《哪一天我們會飛》主演
- 2017年：《春嬌救志明》客串、《29+1》客串
- 2022年：《正義迴廊》客串[9]

### 電影配音
1997年：《小倩》聲演寧采臣
2001年：《麥兜故事》
2002年：《天下無雙》
2004年：《麥兜菠蘿油王子》
2005年：《蟲不知》
2006年：《反斗車王》聲演麥坤、《春田花花同學會》、《春田花花中華娃娃博物館》、《冰河世紀2》
2007年：《忍者龜炫風再起》、《蜜蜂電影》、《森林反恐隊》、《破事兒》
2009年：《反轉豬腩是王子》、《冰河世紀3：大威龍駕到》
2010年：《毛百萬》、《全城熱戀熱辣辣》
2011年：《反斗車王2》聲演麥坤
2014年：《分手100次》
2016年：《點五步》
2017年：《反斗車王3》聲演麥坤

### 電影及短片創作
1995年：執導及演出，與彭浩翔撰寫《天空小說》，分別被推薦參加「溫哥華國際電影節」、日本歷史最悠久的「PIA電影節」新導演展、柏林影展、三藩市金門橋影展及美國科羅拉多影展，以及榮獲號外雜誌「State of the Arts Awards Best Teen Cyber Age Cult」獎項
1996年：執導及演出《廢話小說》、 與吳君如、甘國亮、葛民輝合導及演出《四面夏娃》
2001年：與陳嘉上監製、聲演《戀愛起義》， 獲提名「斯德哥爾摩電影節」銅馬獎最佳影片
2012年：軟硬草蜢共同創作，麥婉欣導演拍攝演唱會紀錄片《大戰THE GREAT WAR》，該紀錄片Director's Cut榮獲「紐約國際電影節」、「溫哥華國際電影節」，以及「三藩市香港電影節」參展作品
2012年：為Canon導演宣傳短片，岸西編劇《印記》

### 電視節目
1993年：TVB《軟硬製造》- 與葛民輝主持
1994年：TVB《軟硬再造》- 與葛民輝主持
2004年：Cable TV《有個娛樂乜人台》- 主持及監製
2008年：Now TV《鄭丹瑞Home Sweet Home》- 嘉賓
2016年：RTHK31《有種信念叫跑》- 嘉賓、ViuTV《瑪嘉烈與大圍系列綠豆》- 旁白

## 演出活動

### 是但噏系列
2005年
- 《林海峰是但噏發花癲》伊館共7場

2006年
- 《林海峰是但噏踎低噴飯》會展共6場

2008年
- 《林海峰是但噏求其大合唱PART 1》紅館共4場
- 《林海峰是但噏求其大合唱PART 2》紅館共4場
- 《林海峰是但噏祈求大合唱》紅館1場(全部收益不扣除開支，全數撥捐香港紅十字會為四川大地震賑災之用)

2009年
- 《林海峰是但噏我願意》紅館共7場

2010年
- 《林海峰是但噏我願意》- 廣州站1場、澳門站1場、馬來西亞站1場、加拿大多倫多站1場、美國三藩市站1場
- 《澳門政府五一體藝雜技匯演．林海峰是但噏我願意》1場

2011年
- 《林海峰是但噏我好驚》紅館共6場

2012年
- 《林海峰是但噏我好驚》- 廣州站1場、澳門站1場、馬來西亞站1場、澳洲悉尼站1場、澳洲墨爾本站1場

2016年
- 《林海峰是但噏廣東話》紅館共6場
- 《林海峰是但噏廣東話》- 澳門站1場

2019年
- 《林海峰是但噏Happy Monday》紅館共7場[10]

### 演唱會
2006年
- 《Long Time No See 軟硬天師演唱會》紅館共10場

2012年
- 《草蜢森巴大戰軟硬FANS演唱會》紅館共12場

2013年
- 《草蜢森巴大戰軟硬FANS演唱會》- 澳門站1場、馬來西亞站1場

2014年
- 《軟硬heHA OPERA》紅館共8場

2023年
- 《林海峰 Uncle Auntie Farewell Party 演唱會2023》亞博共3場

### 音樂會
- 1989年：《軟硬天師軟硬Show》
- 1993年：《軟硬天師我哋支持你音樂會》
- 1994年：《軟硬Good Show》
- 1998年：《好時代音樂會1999》
- 1998年：《拉闊音樂會林海峰 x 黃耀明》
- 2001年：《Lamdog live》
- 2002年12月18日：《拉闊音樂會林海峰 x 糯米糰》
- 2005年：《向海峰狂呼！林狗夏老威水派對》、《草蜢林狗我們一起發花癲》
- 2008年：《拉闊音樂會林海峰 x 楊千嬅 x 農夫 x Eric Kwok》
- 2010年：《拉闊音樂會林海峰 x 黃耀明 x 何韻詩》
- 2011年：《林海峰MOOV LIVE 2011》
- 2017年：《林海峰爵士紀念馮翰銘音樂會》
- 2024年：《軟硬廣播道fans殺人事件》

## 音樂作品

### 專輯
1991年：《車欠石更》- 軟硬
1993年：《廣播道軟硬殺人事件》- 軟硬、《小軟硬》Mini CD - 軟硬
1997年：《的士夠格》- 林海峰
1998年：《"Bit, Bit...Bit, Bit"》- 林海峰
1999年：《好時代1999》- 林海峰
2001年：《林狗十大傑青》- 林海峰、《Lamdog live》- 林海峰
2003年：《我撐你》- 林海峰、《拉闊音樂會林海峰 x 糯米糰》
2005年：《三字頭》- 林海峰、《軟硬聯盟》- 軟硬、《Softhard Refill》- 軟硬
2006年：《Softhard Mix 1》- 軟硬、《Softhard Mix 2》- 軟硬、《軟硬 Softhard 06 Summer League》- 軟硬、《Long Time No See》- 軟硬
2008年：《我哋大家》- 林海峰、《林民龍》- 麥浚龍 x 軟硬
2009年：《Yes, I...do 30mething》- 林海峰
2011年：《30mething About Jan Lamb》- 林海峰、《Completely Jan Lamb》- 林海峰、《30mething Scary》- 林海峰
2012年：《山頂嘅朋友》- 草蜢 x 軟硬
2017年：《九號鞋》- 林海峰
2023年：《Uncle 林海峰 2023》- 林海峰

### 創作作品

#### 軟硬天師時期
填詞歌曲包括：
1991年：軟硬-《川保久齡大戰山本耀司》、《For you》、《妳愛我愛妳嗎？》、《十四號天空城》、《一千堆廢話》
1993年：軟硬-《廣播道Fans殺人事件》、《點解要大家笠》、《中國製造》、《鈴通天地線》、《老人院》、與黃耀明合唱《愛式》、《最後今天》、《叱咤勁歌金曲》、《Hi Ho!》，以及王菲《流飛非》
1994年：軟硬-《好係我》、《軟硬幼稚園》
1996年：軟硬-《唔知係咩野我就會點講》

#### 個人發展時期
填詞歌曲包括：
1995年：林海峰-《你我》、《記得》
1997年：林海峰《的士夠格》大碟：《萬家歡樂分分分》、《的士夠格》、《最菲精選》、《喂喂喂》、《甜甜蜜》、《人氣》、《亂世兒女》、《完美》、《世紀大戰》、《彭小姐》、《拾吓拾吓》
1999年：林海峰《好時代1999》大碟：《歡迎》、《好時代》、《公眾假期》、《董事長》、《東京大學》、《快》、《廢柴同盟》、《我殺了一個人》、《狂人日記》、《私人珍藏》、《安眠》、《多謝》
2001年：林海峰《林狗十大傑青》大碟：《好狗》、《伴我同行》、《飽滿愛》、《屎尿屁》、《中學生應否談戀愛》、《剔》、《你好朝偉》、《舞池》、《Whassup》、《那個下午我在舊屋燒炭》、《我得你得唔得》
2002年：黃貫中《駛乜死》、梅艷芳與譚詠麟《路人甲乙》、楊千嬅《金曲當年情》
2003年：林海峰《我撐你》大碟：《糯X狗》、《我撐你》、《一個好人》、《林大導》、《向展翅與劉毅進》、《襯》、《金牌經理人》、《夜鬼》、《那裡是我家》、《你是最好的！你知道嗎？》，以及糯米糰《好日子》、蔡一傑《一跳置之》、Shine《半成年》(Rap部分)
2005年：林海峰《三字頭》大碟：《細佬哥》、《三字頭》、《男子組》、《維園阿伯》、《億萬少年彼得潘》、《搞出嘢》、《嘻嘻哈哈》、《老婆仔女狗仔隊》、《玩具大王》、《新浪漫》、《流行曲》
2006年：軟硬《Long Time No See》大碟：《Long Time No See I》、《軟硬》、《Fantastic》、《係咩唔係喎》、《Long Time No See II》、《Encore》、《好兄弟》
2007年： 麥浚龍《成魔之路》(Rap 部分)
2008年：林海峰《我哋大家》大碟：《我哋大家》、《Go Go飛龍》、《你老闆》、《傻婆》、《三角朱古力》、《大悶棍》、《我掉》、《世界有古怪》、《我係邊個》、《冷面笑匠》、《齊齊整整》
2009年：林海峰《Yes, I...do 30mething》大碟：《Yes, I Do》、《萬大事有我》、《經典》、《我要愛死方大同》、《你令我Relax》、《女同事》、林海峰feat. G.E.M《食煙飲酒講粗口》、《窮鬼》、《愛苦》、《Try Your Best》 ，以及李克勤《忍君子》、黃馨《狗仔隊》
2010年：麥浚龍 x 軟硬《林民龍》
2011年：林海峰《30mething About Jan Lamb》精選大碟：《安多芬與我》 、《太空冲天反斗兵》、《左擁右抱》、《Woooh》、《踎低噴飯》
2012年：草蜢 x 軟硬《山頂嘅朋友》、草蜢 x 軟硬《第一行》、Rubber Band feat. 林海峰《夾硬泥》
2014年：林海峰《30mething Scary》細碟：《我好驚》、《玩得開心啲》，以及軟硬《整蠱電話》
2015年：林海峰、潘小濤、阮子健《熱廚房》
2017年：林海峰《九號鞋》細碟：《廣東歌》、《頂硬上》、《今天我》、《男人老狗》、《逆風速遞》、林海峰feat. Kiri T《九號鞋》 ，以及電影《小男人週記3之吾家有喜》宣傳曲《你你你引致我震盪》
2018年：楊千嬅 《搖滾之母》、劉浩龍 《阿龍理髮》
2019年：林海峰《我今朝有啲唔舒服》、《努力奮鬥加油》
2021年：林海峰《Uncle》、《我與安多芬》、《返鄉下耕田啦你》
2022年：林海峰《Auntie》、《世間始終你好》、《蛋撻》、《重要嘅嘢講三次》、《全球百大型男》、Gareth.T 《笑住喊》
2023年：陳奕迅 《塵大師》

### 派台歌曲成績
註：組合名義的派台歌，請參閱軟硬天師之頁面。
| 派台歌曲成績（四台）     | 派台歌曲成績（四台） | 派台歌曲成績（四台） | 派台歌曲成績（四台） | 派台歌曲成績（四台） | 派台歌曲成績（四台） | 派台歌曲成績（四台）                       | 派台歌曲成績（四台）                                  |      |
| ------------------------ | -------------------- | -------------------- | -------------------- | -------------------- | -------------------- | ------------------------------------------ | ----------------------------------------------------- | ---- |
| 唱片                     | 歌曲                 | 903                  | RTHK                 | 997                  | TVB                  | 備註                                       | 備註                                                  |      |
| 1995年                   |                      |                      |                      |                      |                      |                                            |                                                       |      |
|                          | 你我                 | 6                    | -                    | -                    | -                    |                                            |                                                       |      |
| 1997年                   |                      |                      |                      |                      |                      |                                            |                                                       |      |
| 的士夠格                 | 的士夠格             | 1                    | -                    | -                    | -                    |                                            |                                                       |      |
| 的士夠格                 | 最菲精選             | -                    | -                    | -                    | -                    | 菲是指菲傭                                 | 菲是指菲傭                                            |      |
| 的士夠格                 | 彭小姐               | -                    | -                    | -                    | -                    | 彭是指彭定康幼女彭雅思小姐                 | 彭是指彭定康幼女彭雅思小姐                            |      |
| 的士夠格                 | 喂喂喂                 | -                    | -                    | -                    | -                    |                                            |                                                       |      |
| 的士夠格                 | 甜甜蜜               | 2                    | -                    | -                    | -                    | 與胡蓓蔚合唱                               | 與胡蓓蔚合唱                                          |      |
| 1998年                   |                      |                      |                      |                      |                      |                                            |                                                       |      |
| bit, bit...bit, bit      | 明天會更好           | 3                    | -                    | -                    | -                    |                                            |                                                       |      |
| bit, bit...bit, bit      | 兄弟                 | 8                    | -                    | -                    | -                    |                                            |                                                       |      |
| 好時代1999               | 私人珍藏             | 1                    | -                    | -                    | -                    |                                            |                                                       |      |
| 好時代1999               | 好時代               | 1                    | -                    | -                    | -                    |                                            |                                                       |      |
| 1999年                   |                      |                      |                      |                      |                      |                                            |                                                       |      |
| 好時代1999               | 公眾假期             | 1                    | -                    | -                    | -                    |                                            |                                                       |      |
| 好時代1999               | 廢柴同盟             | 7                    | -                    | -                    | -                    |                                            |                                                       |      |
| 2001年                   |                      |                      |                      |                      |                      |                                            |                                                       |      |
| 林狗 - 十大傑青          | 好狗                 | 1                    | -                    | -                    | -                    |                                            |                                                       |      |
| 林狗 - 十大傑青          | 伴我同行             | 1                    | -                    | -                    | -                    |                                            |                                                       |      |
| 林狗 - 十大傑青          | 屎尿屁               | 12                   | -                    | -                    | -                    |                                            |                                                       |      |
| 林狗 - 十大傑青          | Whassup              | 16                   | -                    | -                    | -                    |                                            |                                                       |      |
| 2002年                   |                      |                      |                      |                      |                      |                                            |                                                       |      |
| 我撐你                   | 我撐你               | 1                    | -                    | -                    | -                    |                                            |                                                       |      |
| 2003年                   |                      |                      |                      |                      |                      |                                            |                                                       |      |
| 我撐你                   | 你是最好的!你知道嗎? | 1                    | -                    | -                    | -                    |                                            |                                                       |      |
| 我撐你                   | 襯                   | 8                    | -                    | -                    | -                    |                                            |                                                       |      |
| 我撐你                   | 金牌經理人           | 10                   | -                    | -                    | -                    |                                            |                                                       |      |
| 2005年                   |                      |                      |                      |                      |                      |                                            |                                                       |      |
| 三字頭                   | 三字頭               | 3                    | -                    | -                    | -                    |                                            |                                                       |      |
| 三字頭                   | 男子組               | (1)                  | 10                   | -                    | -                    | Featuring 鄭中基、古巨基、蘇永康、梁漢文   | Featuring 鄭中基、古巨基、蘇永康、梁漢文              |      |
| 三字頭                   | 流行曲               | 2                    | -                    | -                    | -                    |                                            |                                                       |      |
| 三字頭                   | 新浪漫               | 18                   | -                    | -                    | -                    | Featuring 劉美君                           | Featuring 劉美君                                      |      |
| 2006年                   |                      |                      |                      |                      |                      |                                            |                                                       |      |
| 我哋大家                 | 踎低噴飯             | 4                    | -                    | -                    | -                    |                                            |                                                       |      |
| 我哋大家                 | 粒粒                 | 15                   | -                    | -                    | -                    |                                            |                                                       |      |
| 2007年                   |                      |                      |                      |                      |                      |                                            |                                                       |      |
| 我哋大家                 | 我哋大家             | 1                    | -                    | -                    | -                    |                                            |                                                       |      |
| 2008年                   |                      |                      |                      |                      |                      |                                            |                                                       |      |
| 我哋大家                 | 傻婆                 | 1                    | -                    | -                    | -                    |                                            |                                                       |      |
| 我哋大家                 | 我係邊個             | 2                    | -                    | -                    | -                    |                                            |                                                       |      |
| 我哋大家                 | Go Go飛龍            | 15                   | -                    | -                    | -                    |                                            |                                                       |      |
| Yes,I...do               | Try Our Best         | 2                    | -                    | -                    | -                    |                                            |                                                       |      |
| 2009年                   |                      |                      |                      |                      |                      |                                            |                                                       |      |
| Beaming                  | 夾硬泥               | 8                    | -                    | -                    | -                    | 與RubberBand合唱                           | 與RubberBand合唱                                      |      |
| Yes,I...do               | Yes, I Do!           | 2                    | -                    | -                    | -                    |                                            |                                                       |      |
| Yes,I...do               | 經典                 | 2                    | -                    | -                    | -                    |                                            |                                                       |      |
| Yes,I...do               | 食煙飲酒講粗口       | 13                   | -                    | -                    | -                    | 與G.E.M.合唱                               | 與G.E.M.合唱                                          |      |
| 2010年                   |                      |                      |                      |                      |                      |                                            |                                                       |      |
| 3omething About Jan Lamb | Woooh                | 1                    | -                    | -                    | -                    |                                            |                                                       |      |
| 2011年                   |                      |                      |                      |                      |                      |                                            |                                                       |      |
| 3omething About Jan Lamb | 安多芬與我           | 1                    | -                    | -                    | -                    |                                            |                                                       |      |
| 3omething Scary          | 玩得開心啲           | 1                    | -                    | -                    | -                    |                                            |                                                       |      |
| 3omething Scary          | 我好驚               | 8                    | -                    | -                    | -                    |                                            |                                                       |      |
| 2016年                   |                      |                      |                      |                      |                      |                                            |                                                       |      |
| 九號鞋                   | 廣東歌               | 1                    | -                    | -                    | -                    | Featuring SENZA A Cappella及熊熊兒童合唱團 | Featuring SENZA A Cappella及熊熊兒童合唱團            |      |
| 九號鞋                   | 頂硬上               | 9                    | -                    | -                    | -                    |                                            |                                                       |      |
| 九號鞋                   | 今天我               | 2                    | -                    | -                    | -                    |                                            |                                                       |      |
| 九號鞋                   | 男人老狗             | 2                    | -                    | -                    | -                    |                                            |                                                       |      |
| 九號鞋                   | 逆風速遞             | 3                    | -                    | -                    | -                    |                                            |                                                       |      |
| 2017年                   |                      |                      |                      |                      |                      |                                            |                                                       |      |
|                          | 你你你引致我震盪     | 6                    | -                    | -                    | -                    | 電影《小男人週記3之吾家有喜》宣傳歌曲      | 電影《小男人週記3之吾家有喜》宣傳歌曲                 |      |
| 九號鞋                   | 九號鞋               | 2                    | -                    | -                    | -                    | Featuring Kiri T                           | Featuring Kiri T                                      |      |
| 2019年                   |                      |                      |                      |                      |                      |                                            |                                                       |      |
| Uncle 林海峰 2023        | 我今朝有啲唔舒服     | 1                    | ×                    | ×                    | -                    |                                            |                                                       |      |
| Uncle 林海峰 2023        | 努力奮鬥加油         | 2                    | ×                    | ×                    | -                    |                                            |                                                       |      |
| 派台歌曲成績（五台）     |                      |                      |                      |                      |                      |                                            |                                                       |      |
| 唱片                     | 歌曲                 | 903                  | RTHK                 | 997                  | TVB                  | ViuTV                                      | 備註                                                  | 備註 |
| 2021年                   |                      |                      |                      |                      |                      |                                            |                                                       |      |
| Uncle 林海峰 2023        | Uncle                | 1                    | -                    | -                    | -                    | 3                                          | 另派「馬念先Remix」版本                               |      |
| Uncle 林海峰 2023        | 我與安多芬           | 8                    | ×                    | ×                    | -                    | -                                          | 《安多芬與我》同曲異詞作品                            |      |
| Uncle 林海峰 2023        | 返鄉下耕田啦你       | 5                    | ×                    | ×                    | ×                    | -                                          |                                                       |      |
| 2022年                   |                      |                      |                      |                      |                      |                                            |                                                       |      |
| Uncle 林海峰 2023        | Auntie               | 1                    | ×                    | ×                    | -                    | -                                          | 加拿大至 HIT 中文歌曲排行榜：12                       |      |
| Uncle 林海峰 2023        | 世間始終你好         | 1                    | ×                    | ×                    | -                    | ×                                          |                                                       |      |
| Uncle 林海峰 2023        | 蛋撻                 | 1                    | ×                    | ×                    | -                    | ×                                          | 加拿大至 HIT 中文歌曲排行榜：16                       |      |
| Uncle 林海峰 2023        | 重要嘅嘢講三次       | 1                    | ×                    | ×                    | -                    | 3                                          | 跨年上榜（903、ViuTV） 加拿大至 HIT 中文歌曲排行榜：4 |      |
| 2023年                   |                      |                      |                      |                      |                      |                                            |                                                       |      |
| Uncle 林海峰 2023        | 全球百大型男         | 14                   | ×                    | ×                    | ×                    | ×                                          |                                                       |      |

| 各台冠軍歌總數 | 各台冠軍歌總數 | 各台冠軍歌總數 | 各台冠軍歌總數 | 各台冠軍歌總數 | 各台冠軍歌總數    | 各台冠軍歌總數    | 各台冠軍歌總數 |
| -------------- | -------------- | -------------- | -------------- | -------------- | ----------------- | ----------------- | -------------- |
| 四台a          | 903            | RTHK           | 997            | TVB            | 備註              | 備註              |                |
| 四台a          | 20             | 0              | 0              | 0              | 四台冠軍歌總數：0 | 四台冠軍歌總數：0 |                |
| 四台a          | 21             | 0              | 0              | 0              | 冠軍週數          | 冠軍週數          |                |
| 五台b          | 903            | RTHK           | 997            | TVB            | ViuTV             | 備註              |                |
| 五台b          | 5              | 0              | 0              | 0              | 0                 | 五台冠軍歌總數：0 |                |
| 五台b          | 5              | 0              | 0              | 0              | 0                 | 冠軍週數          | 冠軍週數       |

- （*）上榜中
- （-）未能上榜
- （×）沒有派往該台
- （(1)）兩週冠軍
- ^  注解a：包括2021年後的冠軍歌曲
- ^  注解b：2021年起

## 其他作品

### 唱片封面包裝設計
1989年：邊界樂隊《地下旅程》
1991年：軟硬《車欠石更》
1993年：軟硬《廣播道軟硬殺人事件》及《小軟硬》Mini CD
1994年：王菲《FAYE BEST》及《胡思亂想》
1995年：王菲《一人分飾兩角》
1996年：草蜢《草蜢音樂店》、王菲《王菲樂樂精選》、達明一派《天花亂聚》、莫文蔚《全身莫文蔚》
1997年：林海峰《的士夠格》、蘇永康《情來自有康》、古巨基《歡樂今宵》、陳小春《大件事》、許志安《我的天我的歌》
1998年：林海峰《"Bit, Bit...Bit, Bit"》、林海峰 x 黃耀明《拉闊音樂會林海峰 x 黃耀明》、古巨基《愛與夢飛行》及《be my valentine》、蘇永康《The Best of William So》及《獨立宣言》、王菲《王菲精選》、鄭秀文《聽聞》、《組band時間再一激》
1999年：林海峰《好時代1999》、古巨基《天氣會變》
2000年：蘇永康《蘇永康精選》、古巨基《跳飛機》、陳奕迅《打得火熱》
2001年：林海峰《林狗十大傑青》及《Lamdog live》、范曉萱《絕世名伶》、古巨基《New Pattern》及《All The Best 98-01》、李克勤《大樂隊》
2002年：李克勤《李克勤大派對》
2003年：林海峰《我撐你》、林海峰 x 糯米糰《拉闊音樂會林海峰 x 糯米糰》、梁漢文《10號》及《03/四季》、李克勤《Everlast》及《Custom Made》、五月天《時光機》、古巨基《遊戲基》
2004年：李克勤《Smart ID》及《空中飛人》、古巨基《大雄》、許志安《Back Up》、梁漢文《Effort & Love》、Cookies《4 play》
2005年：林海峰《三字頭》、古巨基《勁歌金曲》、《勁歌金曲演唱會》及《最終幻想》、張栢芝《C1》、李克勤《愛可以問誰》及《李克勤演奏廳》、鄭中基《Before After》、林憶蓮《本色》、林夕《林夕自傳》
2006年：軟硬《Long Time No See》、李克勤《得心應手演唱會》及《李克勤演奏廳II》、梁漢文《the Story of June》、古巨基《Human我生》、吳雨霏《With a boy like you》
2007年：古巨基《moments》、李克勤《my cup of tea》
2008年：林海峰《我哋大家》、古巨基《Guitar Fever》、吳雨霏《Kary 18 cuts》
2009年：林海峰《Yes I... do 30mething》、任賢齊《R.S.V.P. 齊待》、古巨基《Strings Fever》及《You talkin’ to me》、吳雨霏《Keep Breathing》、許志安《自導自傳》
2010年：古巨基《時代》、李克勤《罪人》
2011年：林海峰《30mething Scary》、古巨基《大時代》及《Amazing World》、蘇永康《和那誰的》、謝安琪《你們的幸福》、尹子維《透明》、Swing《Swing到盡》
2012年：草蜢 x 軟硬《山頂嘅朋友》、李克勤《在森林和原野》、古巨基《告別我的戀人們》
2013年：李克勤《紙牌屋》及《復克》
2014年：陳奕迅《rice & shine》、李克勤《精選到無朋友》
2015年：李克勤《李克勤我克勤》
2017年：林海峰《九號鞋》、李克勤《30克》、電影《春嬌救志明》原聲大碟
2023年：林海峰《UNCLE 2023》

### 海報設計
1988年：商業二台巨星籃球大賽1988
1995年：電影《天空小說》
1996年：電影《廢話小說》
1997年：電影《誤人子弟》
2004年：《Beyond the story演唱會2004》、《古巨基勁歌+金曲演唱會2004》
2005年：《林海峰是但噏發花癲2005》、《向海峰狂呼！林狗夏老威水派對2005》、叱咤903《男子組》節目宣傳海報
2006年：《林海峰是但噏踎低噴飯2006》、《周慧敏back for love演唱會2006》
2007年：《古巨基magic moments演唱會2007》、《I am林憶蓮Live 2007演唱會》
2008年：《林海峰是但噏求其大合唱Part 1/ Part 2》
2009年：《林海峰是但噏我願意2009》、《真係阿姐汪明荃演唱會2009》、《古巨基 Eye Fever演唱會2009》、《The Big Four世界巡迴演唱會2009》
2011年：《林海峰是但噏我好驚2011》、《古巨基Amazing World演唱會2011》、《蘇永康給那誰的演唱會2011》、《Swing後會無期告別演唱會2011》
2012年：《草蜢森巴大戰軟硬FANS 演唱會2012》、《謝安琪你們的幸福演唱會2012》、《梁漢文2012 Big Man演唱會》
2013年：《葉德嫻deanie SING FOR ME 2013演唱會》
2014年：《軟硬heHA OPERA 2014》、《我最喜愛的Eric Kwok音樂會2014》
2015年：《最愛潘源良是誰作品展2015》、《梁漢文紅館中場表演2015》
2016年：《林海峰是但噏廣東話2016》
2017年：《林海峰爵士紀念馮翰銘音樂會 2017》、《容祖兒my secret live演唱會2017》、《梁漢文我的另一半音樂會2017》、《李克勤慶祝成立30周年演唱會2017》、《楊千嬅三二一GO演唱會2017》、舞台劇《搞大電影》
2018年：《一萬天荒愛未老周慧敏30周年演唱會2018》、電影《某日某月》
2019年：《林海峰是但噏Happy Monday 2019》、《許廷鏗再見智慧齒演唱會2019》、《林子祥LAMMUSICAL演唱會2019》、舞台劇《情敵勸退師》
2020年：《梁漢文天天在家演唱會2020》

### DVD封面包裝設計
2005年：《林海峰是但噏發花癲》、《古巨基勁歌金曲演唱會》
2006年：《林海峰是但噏踎低噴飯》、《Long Time No See 軟硬天師演唱會》
2008年：《林海峰是但噏求其大合唱》
2010年：《林海峰是但噏我願意》
2012年：《林海峰是但噏我好驚》
2013年： 《草蜢森巴大戰軟硬FANS演唱會》
2016年：《林海峰是但噏廣東話》
2020年：《林海峰是但噏Happy Monday》

### 聯乘系列／產品設計
2005年
- 萬寧「有心有信心」設計主題環保袋

2006年
- I.T 旗下品牌 :CHOCOOLATE x 30mething 聯乘產品

2007年
- 廸士尼「米奇百面體」設計米奇雕像

2008年
- 天比高創作夥伴設計商標
- 第32屆香港國際電影節設計商標
- 意大利時裝品牌Fendi Baguette手袋crossover設計
- 在晴朗的一天出發 – 小晴朗設計圖像
- EPS 設計環保T-shirt
- I.T 旗下品牌 :CHOCOOLATE x Lamb Two聯乘產品
- I.T 旗下品牌 :CHOCOOLATE 兩周年設計限量T-shirt

2009年
- 第33屆香港國際電影節設計商標
- 商業電台50周年設計商標
- 方大同 Timeless Live In Hong Kong 2009 設計演唱會產品
- 港鐵「MTR x Jan Lamb話咁快30年」紀念車票套裝
- I.T 旗下品牌 :CHOCOOLATE x Lambido聯乘產品

2010年
- 新鴻基地產「Yoho Midtown」設計商標及精品
- 世貿中心wtc more x 30mething more 設計關於世界盃吉祥物Mr. Panel、紀念品及展覽佈置
- 匯豐銀行「實踐無紙生活」設計無紙商標
- 保良局設計 T-shirt 作慈善義賣
- 香港公開大學設計周年商標
- I.T 旗下品牌 :CHOCOOLATE x 30mething 「30METHING Be Childish」聯乘產品
- I.T 旗下品牌DPTY，CHOCOOLATE x FINGERCROXX x 4A x 30METHING，合作聯乘企劃「30METHING IN COMMON」

2011年
- 智行基金會「袋袋平安展覽及籌款活動」設計愛心袋
- EPS iDO「神秘花園企劃」設計限量版植樹花盆
- HTC x 30mething Brilliant 聯乘限量 T-shirt 及手機外殼
- I.T 旗下品牌 :CHOCOOLATE x 30mething 「30METHING GREY」聯乘系列

2012年
- Kiehl’s x 環保生態協會設計「30mething Love the earth」環保袋作慈善用途
- Levi’s® x Glaceau Vitaminwater® 設計「30mething Colorful」產品商標
- I.T 旗下品牌 :CHOCOOLATE x 30mething 「Make 30mething Fun」聯乘產品

2013年
- 香港賽馬會設計「30mething Lucky 2013」系列產品
- Zerone x 30mething dot dot dot 電子腕錶聯乘系列
- 東區球迷會設計吉祥物、T-shirt 及頸巾
- BABY MILO® x SOFTHARD x  :CHOCOOLATE 聯乘系列

2014年
- 蘇永康婚禮設計icon
- 好聲多媒體有限公司有聲書「好聲」命題及包裝設計
- 香港賽馬會設計「30mething Lucky 2014」系列產品
- 楊千嬅let's begin演唱會西隧廣告意念設計

2015年
- 與小克合作設計一系列羊年產品
- International Bicycle Film Festival (HK) 「拍車」設計商標
- 公益金「便服日2015」設計商標及口號
- 母校聖若瑟書院設計140周年校慶Logo
- 劉德華旗下電影部門「夢造者娛樂有限公司」設計商標及電影片頭

2016年
- Mircosoft Surface x 30mething 設計電腦袋
- Now TV「多一點娛樂多一點快樂」設計概念公仔及產品
- 慈山寺籃球隊設計商標
- 與楊小芳 x 青少年及兒童繪本創作比賽三位冠軍推出繪本，收益捐助黑暗中對話 (香港)基金會

2018年
- 寫作平台「tbc...story」設計商標

2019年
- 作家陳煩網上小說《全家覆》逗趣board game設計花生人物
- 海港城 x Toy Story 4 設計限量雨傘

## 獎項／提名
1992年
- 1991年度叱咤樂壇流行榜頒獎典禮「生力軍組合銅獎」- 軟硬

1994年
- IFPI香港唱片銷量大獎「大碟銷量榜冠軍」及「白金銷量」 - 軟硬《廣播道軟硬殺人事件》
- 1993年度叱咤樂壇流行榜頒獎典禮「叱咤樂壇組合銀獎」- 軟硬
- 無線電視1993年度十大勁歌金曲頒獎典禮「最佳音樂錄影帶演出獎」- 軟硬
- 壹週刊「1993年十大最受歡迎電視藝人」第一位、「最匹配螢幕拍檔」及「1993年十大最受歡迎電視節目」- 軟硬
- 商業電台「十大健康偶像」- 軟硬

1997年
- 天馬行空音樂會「MV大獎」-《喂喂喂》

1998年
- 1997年度叱咤樂壇流行榜頒獎典禮「生力軍男歌手金獎」及「唱作人大獎」
- 香港電台十大中文金曲頒獎禮「男歌手新人獎」

2001年
- 明報「好狗幕後精英大獎」- 《林狗十大傑青》大碟

2007年
- 2006年度叱咤樂壇流行榜頒獎典禮「叱咤樂壇組合金獎」、「叱咤樂壇我最喜愛的組合」及「專業推介叱咤十大 第四位」- 軟硬《好兄弟》
- JET雜誌「Jet Icon」- 軟硬

2008年
- IFPI 香港唱片銷量大獎頒獎禮2007「十大銷量廣東大碟」 - 軟硬 《Long Time No See》及「全年最高銷量男歌手」 - 軟硬

2009年
- 2008年度叱咤樂壇流行榜頒獎典禮「叱咤樂壇唱作人銅獎」及「專業推介叱咤十大第十位」- 《我哋大家》
- 雅虎香港 Yahoo! Start the TREND「十大具影響力本地潮流人物大獎」

2010年
- 2009年度叱咤樂壇流行榜頒獎典禮「叱咤樂壇唱作人銅獎」

2011年
- 香港演藝人協會「演藝人年度傑出表現男主持」

2012年
- 東TOUCH雜誌「東TOUCH ICON人物大獎」- 軟硬

2013年
- 2012年度叱咤樂壇流行榜頒獎典禮「專業推介叱咤十大第十位」- 草蜢 x 軟硬《山頂嘅朋友》
- 東TOUCH雜誌「東TOUCH ICON人物大獎」- 軟硬

2014年
- IFPI 香港唱片銷量大獎頒獎禮2013「全年最高銷量本地組合」及「全年最高銷量現場錄製音像出品」 - 草蜢 x 軟硬

2015年
- 香港戲劇協會「第24屆香港舞台劇獎」憑《笑之大學》獲提名角逐最佳男主角(喜劇/鬧劇組)

2016年
- 讀者文摘「最值得信賴電台節目主持」
- 加拿大中文電台加拿大至Hit中文歌曲排行榜「2016年全國推崇十大歌曲」- 《廣東歌》

2017年
- 讀者文摘「最值得信賴電台節目主持」
- 毛記電視第一屆十大勁曲金曲分獎典禮「最受Gatsby歡迎廣告歌曲大獎」- 《畀女飛正傳》
- 2016年度叱咤樂壇流行榜頒獎典禮「叱咤樂壇唱作人金獎」

2020年
- 2019年度叱咤樂壇流行榜頒獎典禮「專業推介叱咤十大 第五位」- 《努力奮鬥加油》

2023年
「第41屆香港電影金像獎」憑《正義迴廊》提名最佳男配角
2024年
- 香港戲劇協會「第32屆香港舞台劇獎」憑《愛我別走》獲提名角逐最佳男主角(喜劇/鬧劇組)

## 外部連結
- 林海峰的Facebook專頁
- 林海峰的Instagram帳戶
- 林海峰在香港影庫上的簡介
- 林海峰在豆瓣上的资料（简体中文）
- 叱咤903在晴朗的一天出發的Facebook專頁